# Aster (entreprise)
Pour les articles homonymes, voir Aster.

Aster 20HP Tonneau 1904.

Aster est un ancien équipementier français de l'automobile, actif de 1900 à 1910.
La société produisait des moteurs, des châssis et des boîtes de vitesses pour différents constructeurs automobiles. Toutefois, on ne connait pas de construction complète de véhicules. 
La société dont le nom complet était Ateliers de Construction Mécanique L'Aster était basée à Saint Denis près de Paris et a présenté en 1900 au salon de l'Auto à Paris un quadricycle à moteur Aster de 3,5 ch. 
Parmi les compagnies qui ont utilisé des moteurs et autres pièces Aster, on peut citer Le Zèbre, Gladiator, Clement et Ariès en France ainsi que Argyll, Dennis, Singer, Swift (en), West (en) et Whitlock (en). 

Pendant une période, Aster produisit également à Wembley au Royaume-Uni pour le marché britannique.

## Sources
- (en) Cet article est partiellement ou en totalité issu de l’article de Wikipédia en anglais intitulé « Ateliers de Construction Mecanique l'Aster » (voir la liste des auteurs).

1. 1 2  Pressearchiv 20. Jahrhundert (organisation), [lire en ligne], consulté le 20 juillet 2021.
2. ↑  Pressearchiv 20. Jahrhundert (organisation), [lire en ligne], consulté le 27 juillet 2021.